# Acquedotto di Piombino
L'acquedotto di Piombino è l'acquedotto dell'omonima città e del suo circondario (Val di Cornia).
L'acquedotto è posto in aperta campagna in località Campo all'Olmo ed è visibile dalla Strada statale 398 Via Val di Cornia nei pressi dell'ingresso lato Piombino.
Le sue condotte si estendono oggi per 126 km, alimentate da quattro pozzi e dall'impianto cosiddetto "anello", è dotato di otto centrali di rilancio e otto depositi di stoccaggio. Le acque sono disinfettate con biossido di cloro.
L'acqua erogata dall'acquedotto è ritenuta potabile.

## Storia
I lavori di costruzione dell'acquedotto di Campo all'Olmo iniziarono nel 1922.
Prima di questa data i piombinesi usufruivano della fonte di Marina e di un buon numero di cisterne, fontane e pozzi presenti nell'antica città e, in parte, nelle campagne. Piombino, fino alla fine del 1800, è ancora un piccolo borgo chiuso all'interno delle mura che conta poche migliaia di abitanti.
Alla fine dell'Ottocento l'impennata demografica, legata allo sviluppo delle industrie siderurgiche, cambia il volto della città, mettendo in crisi il sistema urbano e costringendo l'amministrazione comunale a trovare rimedio non solo alla crisi abitativa, ma anche alla grave crisi igienico sanitaria e alla carenza di acqua potabile.
La fonte di Marina e la rete degli antichi pozzi e cisterne risultano del tutto insufficienti per una città che in pochi decenni ha triplicato la popolazione e ha visto nascere, fuori delle mura, quartieri sempre più popolosi.
L'amministrazione socialista si mette subito all'opera per trovare soluzioni efficaci.
Uno dei primi progetti è quello del cosiddetto “piccolo acquedotto del Bottaccio”, nei pressi del cimitero e dei macelli pubblici di Piombino. In località Bottaccio erano presenti fin dall'antichità abbondanti polle d'acqua, alimentate dalla falda acquifera che percorre il Promontorio di Piombino
L’ingegnere comunale Ferruccio Niccolini, nel 1911, redige un progetto per utilizzare in modo efficace la sorgente del Bottaccio, realizzando un sistema di raccolta e distribuzione dell'acqua e una rete di fontanelle pubbliche che arrivano in vari punti della città.
Il progetto, anche se approvato dagli uffici superiori sia sotto il profilo tecnico che sanitario, purtroppo rimase inattuato per alcuni anni per mancanza di mezzi finanziari, e solo nel 1914 ci fu l’effettivo avvio dei lavori.
Era tuttavia chiaro che l’acquedotto del Bottaccio non poteva essere una soluzione definitiva; ne erano consapevoli tecnici e politici: già nel 1912 il Consiglio Comunale stanzia, con delibera del 2 marzo 1912, la non modica cifra di £ 20.000 per individuare falde acquifere più abbondanti e avvia così una lunga fase di studi e ricerche idrogeologiche al di fuori della città.
Nel frattempo la situazione igienico-sanitaria a Piombino, per la continua crescita demografica, diventava via via più grave: le sorgenti cittadine, quella antica di Marina e quella recente del Bottaccio, non erano soddisfacenti sia per motivi di igiene, sia per quantità di acqua fornita; le acque superficiali dei pozzi cittadini a cui si era costretti a ricorrere, erano soggette a inquinamento e provocavano continue malattie infettive: fra le cause dell'inquinamento lo sviluppo edilizio disordinato, la costruzione irregolare di serbatoi per i rifiuti e la mancanza di un piano regolatore, di fognature e pavimentazione stradale.
Dopo vari studi idrogeologici e molti tentativi di trivellazioni, finalmente nel 1916 la perforazione in un terreno in località Campo all’Olmo, a circa 10 km dalla città, ebbe esito positivo. L'ingegnere Omero Pampana, incaricato subito di redigere il progetto del nuovo acquedotto, ultimò la progettazione nel 1919, ma i lavori iniziarono solo nel secondo semestre del 1922, una volta ottenuto dal Ministero del Tesoro il mutuo di £ 2.900.000 necessario per coprire la spesa.
L'acquedotto fu inaugurato il 18 ottobre 1925, alla presenza di Vittorio Emanuele III d'Italia.
L'allora partito politico dominante (il Partito Nazionale Fascista) rivendicò l'opera come propria, anche se questi non fece altro che portare a compimento un'impresa già pronta, progettata e preparata dalla precedente amministrazione.
L’inaugurazione dell’acquedotto è documentata da un servizio fotografico di Luigi Giovannardi e dal filmato girato dalla ditta Locchi Tullio di Firenze “Piombino inaugura l'acqua potabile alla presenza di Sua Maestà il Re”, entrambi realizzati su incarico del Comune di Piombino.
Le foto dell'inaugurazione sono conservate presso l'Archivio storico del Comune di Piombino. 
Del filmato è sopravvissuta una sola copia da proiezione, su pellicola di nitrato di cellulosa, della durata di circa 25 minuti. Dopo un primo restauro fatto intorno al 1990, e la realizzazione di una copia su videocassetta tramite telecinema, nel 2022 il Comune di Piombino ha provveduto ad un secondo intervento di restauro e alla realizzazione di un duplicato ad alta fedeltà su pellicola cinematografica negativa in poliestere; è stata fatta anche una digitalizzazione dei singoli fotogrammi che ha permesso di realizzare un filmato in formato full HD e alcune elaborazioni grafiche delle panoramiche. La pellicola, essendo su materiale altamente infiammabile, è stata depositata presso la Fondazione Ansaldo di Genova.
Nel maggio 2023 il Comune di Piombino ha allestito, con la curatela dell'archivio storico comunale, una mostra documentaria sul tema dell'approvvigionamento idrico, dal titolo "H20: le vie dell'acqua a Piombino. Un viaggio dal medioevo al XX secolo".
L'acquedotto è attualmente gestito dall'ASA (Azienda Servizi Ambientali).